# Thor
Thor (ze staronord. Þórr, grom) – jeden z głównych bogów nordyckich z dynastii Azów (syn Odyna i Jörð, małżonek Sif), odpowiednik południowogermańskiego Donara, bóg burzy i piorunów, sił witalnych, rolnictwa (jako sprowadzający deszcz odpowiedzialny za urodzaj). Patronował także małżeństwu i ognisku domowemu.
Thora uznawano za bardziej przychylnego ludziom niż Odyn – równie gwałtownego, ale mniej tajemniczego. Przedstawiano go zwykle z długą, rudą brodą oraz młotem Mjöllnirem (symbolem jego siły) w ręku. Drzewem poświęconym Thorowi był dąb. Podróżował rydwanem zaprzężonym w kozły, Tanngrisnir i Tanngnjóstr. Nie był tak przebiegły jak Odyn i zdarzało mu się wpaść w pułapkę (przykładem tego jest słynna przygoda Thora w gościnie u króla Utgardu, olbrzyma zwanego Skirnirem), ostatecznie jednak zawsze zwyciężał.
W czasie zmierzchu bogów Thor zabija węża Midgardu, wielkiego Jormunganda, lecz zginie zatruty jego jadem.
Od jego imienia pochodzi nazwa czwartku (jako „dzień Thora”) w języku duńskim, norweskim i szwedzkim (torsdag), farerskim (hósdagur/tórsdagur), fińskim (torstai), niderlandzkim (donderdag), niemieckim (Donnerstag) oraz staroangielskim (Þunresdæg) i współczesnym angielskim (Thursday).